# Dvorec Rundāle
Rundāle (latvijsko: Rundāles pils, nemško: Schloss Ruhental, nekdanji Ruhenthal ali Ruhendahl) je eden od dveh glavnih baročnih dvorcev, zgrajenih za potrebe vojvod Kurlandije v današnji Latviji, drugi je dvorec Jelgava. Dvorec so zgradili v dveh obdobjih, od leta  1736 do 1740 in od leta 1764 do leta 1768. Stoji v kraju Pilsrundāle, 12 km zahodno od mesta Bauska.

## Zgodovina
Leta 1735 je vojvoda kurlandski Ernst Johann von Biron  kupil zemljišče v Rundāle s starim srednjeveškim gradom na ozemlju načrtovanem za poletno rezidenco. Stari grad je bil porušen in leta 1736 se je po zasnovi Bartolomea Rastrellija pričela gradnja novega dvorca. Gradnja je potekala počasi, ker so del materiala in drugih sredstev uporabili pri gradnji dvorca Jelgava, ki je bil za vojvodo pomembnejši. Gradnjo istega je prav tako vodil Bartolomeo Rastrelli. Po padcu Birona v nemilost leta 1740 je dvorec stal nedokončan in prazen vse do leta 1762, ko se je Biron vrnil iz izgnanstva. Pod nadzorom Rastrellija je bila gradnja dvorca končana leta 1768. Johann Michael Graff je v tem času za dvorec izdelal razkošne dekoracije. Ernstu Johannu von Bironu je bil dvorec všeč in se je še istega leta preselil vanj. Pogosto ga je obiskoval in v njem preživljal poletja vse do svoje smrti leta 1772. Sin vojvode Ernst Johann Peter von Biron je dvorec obiskal le nekajkrat, ker je za razliko od svojega očeta poletja raje preživljal v svoji palači Vircava.
Po vključitvi Vojvodstva Kurlandije in Semigallije v Rusko carstvo, je leta 1795 carica Katarina Velika podarila dvorec grofu Valerianu Zubovu, najmlajšemu bratu svojega ljubimca, princa Platona Zubova. Po smrti Valeriana Zubova leta 1804, se je v palači naselil Platon Zubov. Njegova mlada vdova, Thekla Walentinowicz, hčerka domačega zemljiškega posestnika, se je poročila z grofom Šuvalovim, dvorec pa je prešel pod nadzor družine Šuvalov, v lasti katere je ostal do nemške okupacije v prvi svetovni vojni. Med prvo vojno je v dvorcu nemška vojska ustanovila bolnišnico in štabno pisarno. Med francoskim napadom na Rusijo leta 1812 so dvorec uporabljali kot bolnišnico za Napoleonovo vojsko. V dvorcu je pokopanih več vojakov, ki so umrli v tej bolnišnici. Takrat je bil pred vhodom v dvorec postavljen tudi spomenik. Ob koncu 19. stoletja sta bila obnovljena in rekonstruirana tako dvorec kot pripadajoči park. 
Leta 1919 je dvorec med latvijsko vojno za neodvisnost utrpel znatne poškodbe. Med umikom Bermontijancev (pripadnikov zahodnoruske prostovoljske vojske) iz ozemlja današnje Latvije je bil dvorec deloma požgan. Leta 1920 po latvijskih agrarnih reformah je dvorec prešel v lastništvo Ministrstva za kmetijstvo Latvije. Del prostorov dvorca je zasedla lokalna šola, del pa je bil prenovljen v stanovanja za potrebe latvijskih vojaških veteranov. Leta 1924 je bil dvorec Rundāle vključen v seznam državnih zaščitenih spomenikov, čeprav so ga še vedno uporabljali kot šolo. Leta 1933 je dvorec Rundāle prevzelo Ministrstvo za šolstvo in so ga uradno obnovili za potrebe šole.
Po drugi svetovni vojni je dvorec doživel resen udarec, ko so ob šoli v njem zgradili skladišče žita. Jedilnica dvorca je bila preurejena v šolsko telovadnico. V dvorcu je šola delovala vse do leta 1978.
Leta 1963 je dvorec Rundāle postal podružnica Muzeja lokalne zgodovine Bauska. Leta 1965 in leta 1971 je vrhovni sovjet Latvijske SSR sprejel sklep o obnovi dvorca Rundāle. Leta 1972 je bil ustanovljen Muzej dvorca Rundāle. Latvijski slikar in umetnostni zgodovinar Imants Lancmanis je postal direktor muzeja in obnova dvorca je postalo njegovo življenjsko delo. Obsežna raziskovalna in restavratorska dela je do leta 1992 v celoti financirala država. Po obnovitvi latvijske neodvisnosti je država še naprej financirala obnovitvena dela, deloma z dodatnim financiranjem z zasebnimi donacijami, kasneje pa tudi iz strukturnih skladov in Kohezijskega sklada Evropske unije. Pomladi leta 2015 je bilo objavljeno, da so obnovitvena dela v dvorcu Rundāle zaključena. Skupni stroški obnovitve od leta 1972 do leta 2014 so ocenjeni na 8.420.495 evrov.
Dvorec Rundāle je glavna turistična znamenitost Latvije. Uporablja se tudi za namestitev tujih državnikov in za protokolarne namene latvijske države. Danes dvorec skupaj s pripadajočim parkom tvori Muzej dvorca Rundāle.